# Stripped (singel Depeche Mode)
Stripped – singel grupy Depeche Mode promujący album Black Celebration.

## Wydany w krajach
- Australia (7", 12")
- Belgia (CD)
- Brazylia (CD)
- Filipiny (7")
- Francja (7", 12", CD, MC)
- Hiszpania (7", 12")
- Holandia (7", 12")
- Japonia (7")
- Niemcy (7", 12", CD)
- Polska (7", 12")
- Portugalia (7")
- RPA (7")
- Unia Europejska (CD)
- USA (CD)
- Wielka Brytania (7", 12", CD, MC)
- Włochy (7", 12")
- Zimbabwe (7")

## Zespół
- Dave Gahan - wokale główne, sampler
- Martin Gore - syntezatory, gitara, chórki, sampler
- Alan Wilder - syntezatory, chórki, sampler, instrumenty perkusyjne
- Andrew Fletcher - syntezatory, sampler

## Informacje
- Nagrano w Westside Studios Londyn (Wielka Brytania)
- Produkcja Depeche Mode, Gareth Jones i Daniel Miller
- Teksty i muzyka Martin Lee Gore i Alan Wilder

## But Not Tonight
But Not Tonight jest singlem Depeche Mode ze strony B albumu Black Celebration.
Wydany w krajach
- Kanada (7")
- Filipiny (12")
- USA (7", 12")

## Wydania

### WydaniaMute
- 7 BONG 10 wydany 1986
  1. Stripped - 3:47
  2. But Not Tonight - 4:15

- 12 BONG 10 wydany 1986
  1. Stripped (Highland Mix) - 6:40
  2. But Not Tonight (Extended Remix) - 5:11
  3. Breathing in Fumes - 6:04
  4. Fly on the Windscreen (Quiet Mix) - 4:23
  5. Black Day - 2:34

- CD BONG 10 wydany 1986
  1. Stripped - 3:53
  2. But Not Tonight - 4:17
  3. Stripped (Highland Mix) - 6:42
  4. But Not Tonight (Extended Remix) - 5:14
  5. Breathing in Fumes - 6:06
  6. Fly on the Windscreen (Quiet Mix) - 4:25
  7. Black Day - 2:37

- RR BONG 10 wydany 1986
  1. Stripped - 6:07
  2. Stripped (Highland Mix) - 6:41

- bez numeru katalogowego wydany 1986
  1. Stripped - 3:47
  2. But Not Tonight - 4:15
  3. Stripped (Highland Mix) - 6:41
  4. But Not Tonight (Extended Remix) - 5:10
  5. Breathing in Fumes - 6:05
  6. Fly on the Windscreen (Quiet Mix) - 4:23
  7. Black Day - 2:36

### WydaniaSire Records
- 7-28564 wydany 22 października 1987
  1. But Not Tonight – 3:54
  2. Stripped – 3:59

- 7-28564-A wydany 1987
  1. But Not Tonight – 3:54
  2. But Not Tonight – 3:54

- 0-20578 wydany 22 października 1987
  1. But Not Tonight (Extended Mix [US]) – 6:17
  2. Breathing in Fumes – 6:04
  3. Stripped (Highland Mix) – 6:41
  4. Black Day – 2:35